# ローレンス郡 (ケンタッキー州)
ローレンス郡（英: Lawrence County）は、アメリカ合衆国ケンタッキー州の東部に位置する郡である。2010年国勢調査での人口は15,860人であり、2000年の15,569人から1.9%増加した。郡庁所在地はルイザ市（人口2,467人）であり、同郡で人口最大の都市でもある。郡名は「艦を諦めるな」というセリフで名高い米英戦争の海軍士官ジェイムズ・ローレンスに因んで名付けられた。郡政委員と治安判事を務めたアイザック・ボルトが共同設立者だった。カントリー・ミュージックのスター、リッキー・スカッグスの故郷である。またアメリカ合衆国最高裁判所長官を務めたフレデリック・ヴィンソンやケンタッキー州知事を務めたポール・E・パットンもローレンス郡で生まれた。ローレンス郡は、郡内のどこにおいてもアルコール飲料の販売が禁止されている「ドライ郡」（禁酒郡）である。

## 地理
アメリカ合衆国国勢調査局に拠れば、郡域全面積は420.12平方マイル (1,088.1 km2)であり、このうち陸地418.78平方マイル (1,084.6 km2)、水域は1.35平方マイル (3.5 km2)で水域率は0.32%である。

## 見どころ
郡の東端にあるルイザ市からウェストバージニア州フォートゲイに行く橋は地形的にも建築的にも変わった形をしている。全長は4分の1マイル (400 m)、ビッグサンディ川の2つの支流を跨いでいるので、径間が2つあるコンクリート製橋であり、2つの州を繋ぎ、その中間点から右に接続する道路があって、ルイザ市の地区であるポイントセクションとを繋ぐ道になっている。

### イエーツビル湖州立公園
イエーツビル湖は1992年にオープンされ、アメリカ陸軍工兵司令部が管理する広さ2,300エーカー (9.3 km2) の貯水池である。地域の洪水制御とレクリエーションに使われている。工兵司令部はリッチクリーク地域で船の進水路を管理している。
イエーツビル湖州立公園は広さ580エーカー (2.3 km2)のレクリエーション公園であり、水泳用湖浜、マリーナ、キャンプ場、ゴルフコースなどを備え、遊歩道や遊技場もある。

### 隣接する郡
- カーター郡 - 北西
- ボイド郡 - 北
- ウェイン郡 (ウェストバージニア州) - 東
- マーティン郡 - 南東
- ジョンソン郡 - 南
- モーガン郡 - 南西
- エリオット郡 - 西

## 人口動態
以下は2000年国勢調査による人口統計データである。
| 基礎データ - 人口: 15,569人 - 世帯数: 5,954 世帯 - 家族数: 4,477 家族 - 人口密度: 14人/km2（37人/mi2） - 住居数: 13,493軒 - 住居密度: 9軒/km2（23軒/mi2） 人種別人口構成 - 白人: 98.93% - アフリカン・アメリカン: 0.10% - ネイティブ・アメリカン: 0.28% - アジア人: 0.07% - 太平洋諸島系: 0.01% - その他の人種: 0.05% - 混血: 0.56% - ヒスパニック・ラテン系: 0.41% 年齢別人口構成 - 18歳未満: 25.3% - 18-24歳: 8.8% - 25-44歳: 28.7% - 45-64歳: 24.7% - 65歳以上: 12.4% - 年齢の中央値: 36歳 - 性比（女性100人あたり男性の人口） - 総人口: 97.3 - 18歳以上: 93.0 | 世帯と家族（対世帯数） - 18歳未満の子供がいる: 35.0% - 結婚・同居している夫婦: 61.3% - 未婚・離婚・死別女性が世帯主: 10.5% - 非家族世帯: 24.8% - 単身世帯: 22.4% - 65歳以上の老人1人暮らし: 10.0% - 平均構成人数 - 世帯: 2.59人 - 家族: 3.02人 収入と家計 - 収入の中央値 - 世帯: 21,610米ドル - 家族: 26,113米ドル - 性別 - 男性: 30,735米ドル - 女性: 19,174米ドル - 人口1人あたり収入: 12,008米ドル - 貧困線以下 - 対人口: 30.7% - 対家族数: 25.3% - 18歳未満: 40.0% - 65歳以上: 27.3% |

## 都市と町
- ルイザ - 郡庁所在地
- ブレイン
- ローマンズビル